# Pelamia phasianoides
Pelamia phasianoides är en fjärilsart som beskrevs av Achille Guenée 1852. Pelamia phasianoides ingår i släktet Pelamia och familjen nattflyn. Inga underarter finns listade i Catalogue of Life.